# Iebukel
Iebukel (auch: Jebukol) ist ein Ort im Landstrich Imetang im administrativen Staat Ngarchelong auf der Insel Babeldaob in Palau.

## Geographie
Der Ort liegt im Osten von Ngarchelong am Hügel Ngerudechong (45 m) zwischen den Siedlungen Ngebei (Gabel) und Ngerbau (Acaralong, Delebog).

## Klima
Das Klima ist tropisch heiß, wird jedoch von ständig wehenden Winden gemäßigt. Ebenso wie die anderen Orte von Palau wird Iebukel gelegentlich von Zyklonen heimgesucht.